# Gare de Montigny-sur-Loing
Pour les articles homonymes, voir Gare de Montigny.
La gare de Montigny-sur-Loing est une gare ferroviaire française de la ligne de Moret - Veneux-les-Sablons à Lyon-Perrache, située sur le territoire de la commune de Montigny-sur-Loing, dans le département de Seine-et-Marne, en région Île-de-France.
Ouverte en 1860 par la Compagnie des chemins de fer de Paris à Lyon et à la Méditerranée (PLM), c'est une gare de la Société nationale des chemins de fer français (SNCF), desservie par les trains de la ligne R du Transilien.

## Situation ferroviaire
Établie à 82 mètres d'altitude, la gare de Montigny-sur-Loing est située au point kilométrique (PK) 74,996 de la ligne de Moret - Veneux-les-Sablons à Lyon-Perrache, entre les gares de Moret-Veneux-les-Sablons et de Bourron-Marlotte - Grez. Elle est séparée de la première par le viaduc de Montigny-sur-Loing.

## Histoire

### Gare PLM (1860-1937)
La « gare de Montigny-Marlotte » est mise en service le 14 août 1860, par la Compagnie des chemins de fer de Paris à Lyon et à la Méditerranée (PLM), lorsqu'elle ouvre à l'exploitation la section de Moret à Montargis, qui dessert Montigny-sur-Loing avant de passer au sud du village de Marlotte, de sa ligne Paris-Lyon par le Bourbonnais. Le trafic commence avec quatre allers-retours quotidiens d'omnibus, puis il s'intensifie après la mise à double voie de la ligne le 10 novembre 1862.

À Montigny-sur-Loing vers 1900
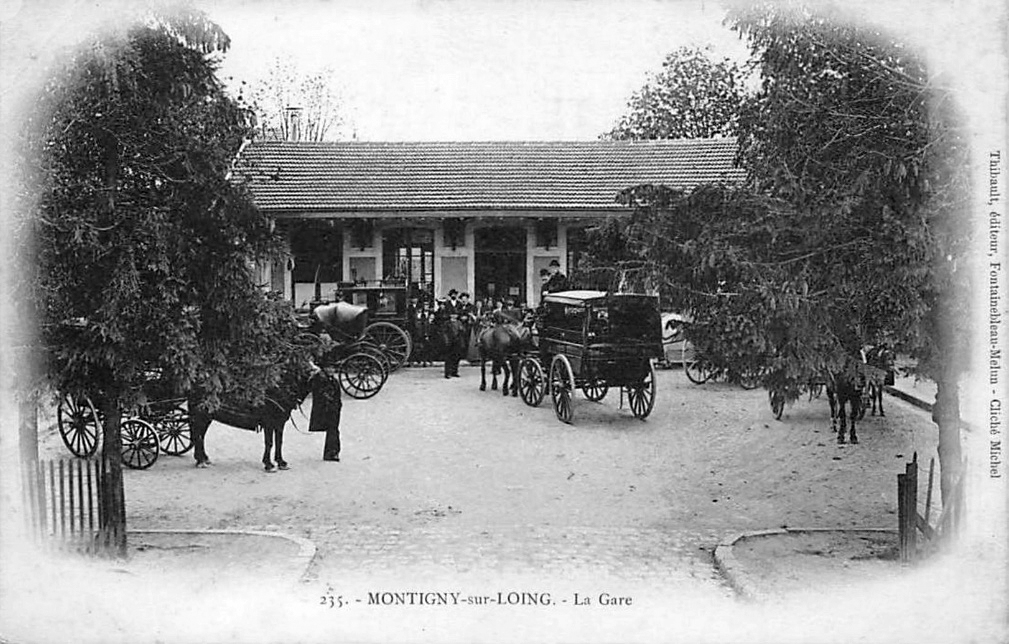
La cour de la gare.
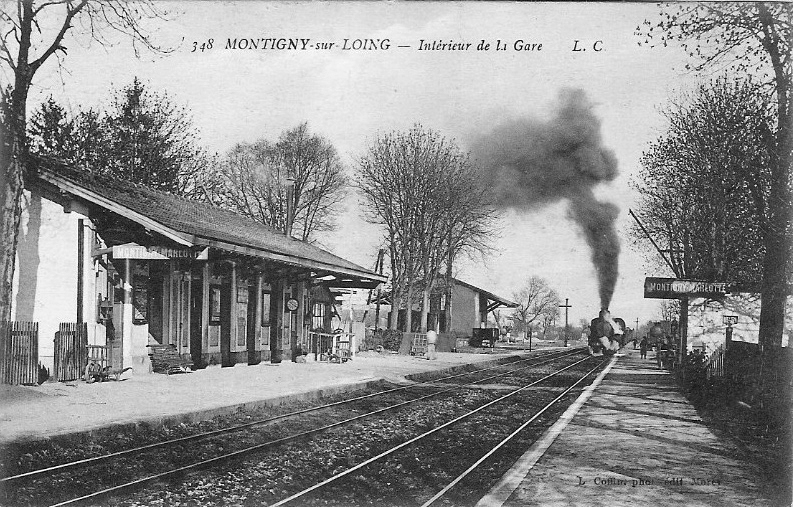
Intérieur de la gare.
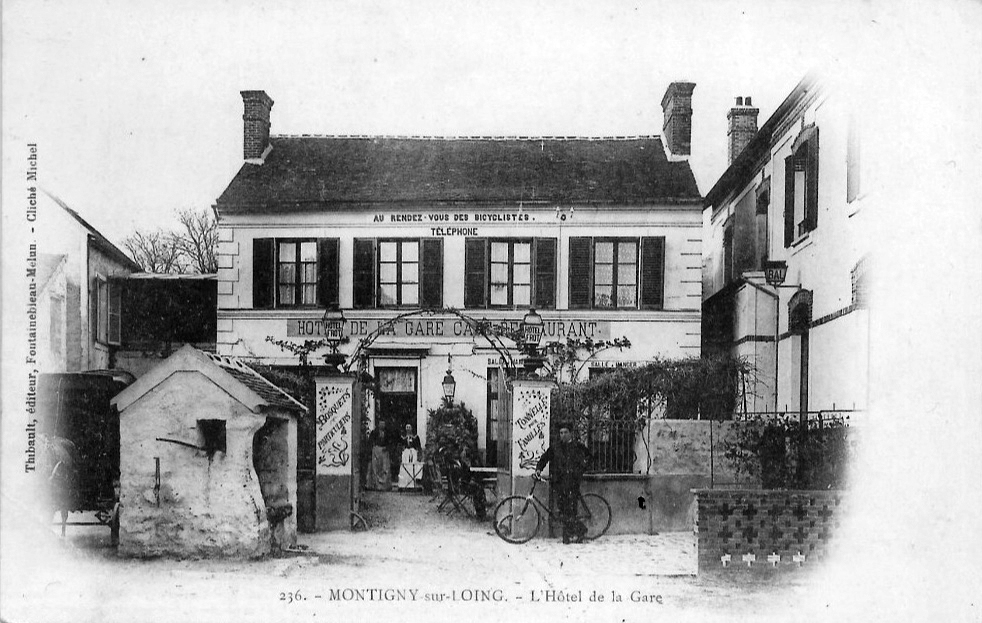
Hôtel de la gare.

En 1911, la gare, nommée « Montigny-Marlotte », figure dans la « Nomenclature des gares stations et haltes du PLM ». C'est une gare de passage de la ligne de Moret-les-Sablons à Nîmes, située entre la gare de Moret-les-Sablons et la gare de Bourron. Elle est ouverte au service complet de la grande vitesse et à celui de la petite vitesse, à l'exclusion des chevaux chargés dans des wagons-écuries s'ouvrant en bout et des voitures à 4 roues, à deux fonds et à deux banquettes dans l'intérieur, diligences, etc..
Lors du changement de nom, par décret du 24 mai 1919, de la commune de Bourron, qui prend alors le nom de Bourron-Marlotte du fait du rattachement du hameau de Marlotte, la gare est renommée « Gare de Montigny-sur-Loing ».

### Gare SNCF (depuis 1938)
En 2021, selon les estimations de la SNCF, la fréquentation annuelle de la gare est de 132 847 voyageurs. Ce nombre s'élève à 123 409 en 2020, à 214 722 en 2019, à 217 333 en 2018 et à 220 429 en 2017.
Le bâtiment voyageurs est rouvert le 22 juin 2020. La SNCF, dans le cadre du programme « 1001 gares » recherchait un porteur de projet pour réinvestir ce lieu inutilisé. Nommé « Le Local » on y trouve une buvette, un espace détente, une connexion internet et une boutique de produit du terroir. Il est ouvert du lundi au samedi.

## Service des voyageurs

### Accueil
Halte SNCF, c'est un point d'arrêt non géré (PANG) à accès libre. Elle dispose d'un automate transilien pour l'achat de titres de transports et de toilettes automatiques sur le quai en direction de Montargis et de toilettes publiques à la sortie sur l'avenue de la gare. Par ailleurs, dans le bâtiment voyageurs, toujours propriété de la SNC, le lieu dénommé « Le Local », propose des services aux voyageurs et aux habitants et randonneurs : notamment : Cafétéria, panier de légumes, vente de livres et  bouquets de fleurs, du lundi au vendredi de 6h à 12h et de 16h à 20h ainsi que le samedi de 8h à 13h .
Un souterrain permet l'accès en sécurité aux quais

### Desserte
Montigny-sur-Loing est desservie par les trains de la ligne R du Transilien (réseau Paris Sud-Est) circulant entre Paris-Gare-de-Lyon et Montargis, au rythme journalier d'un train par heure et par sens.

Installations en 2010
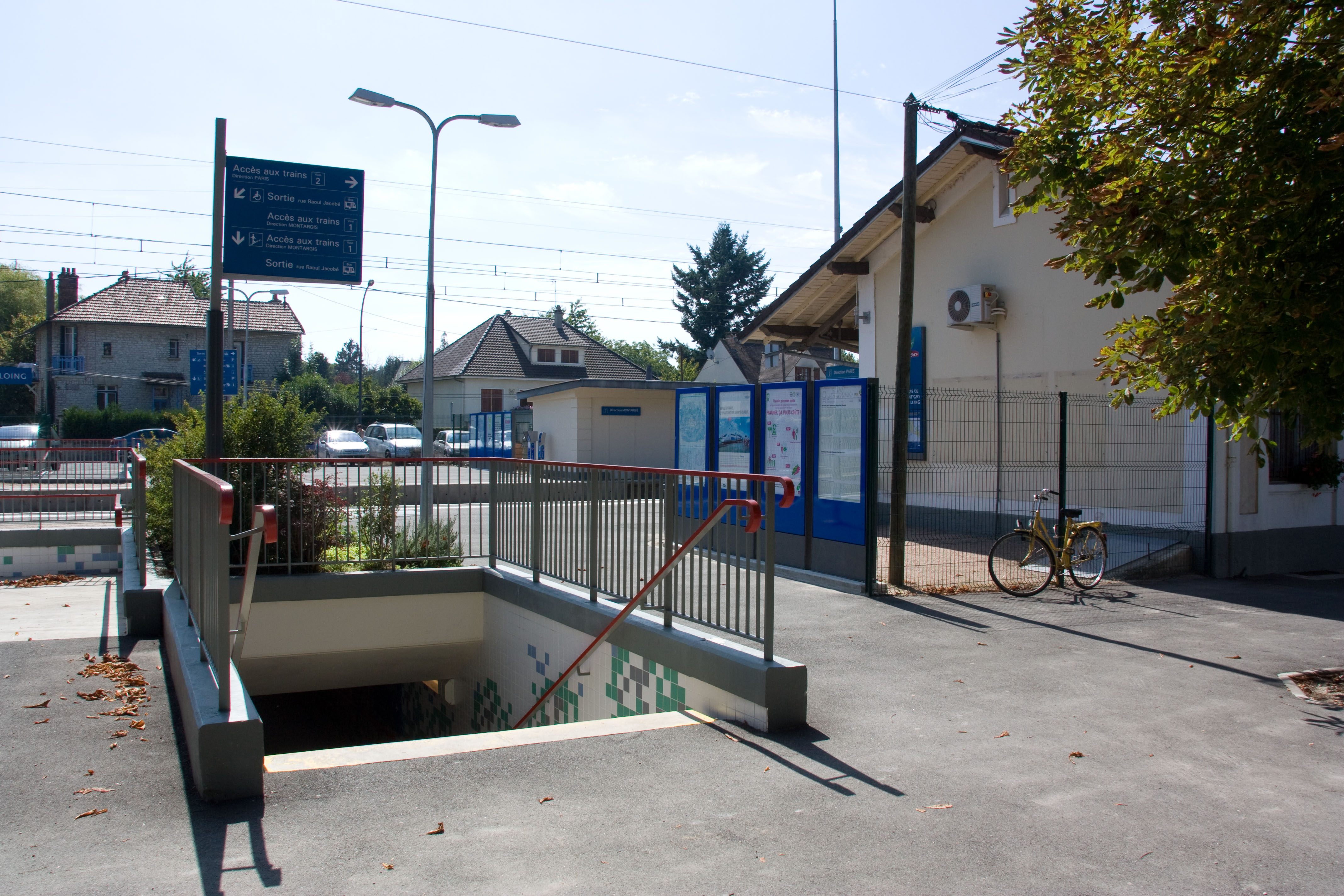
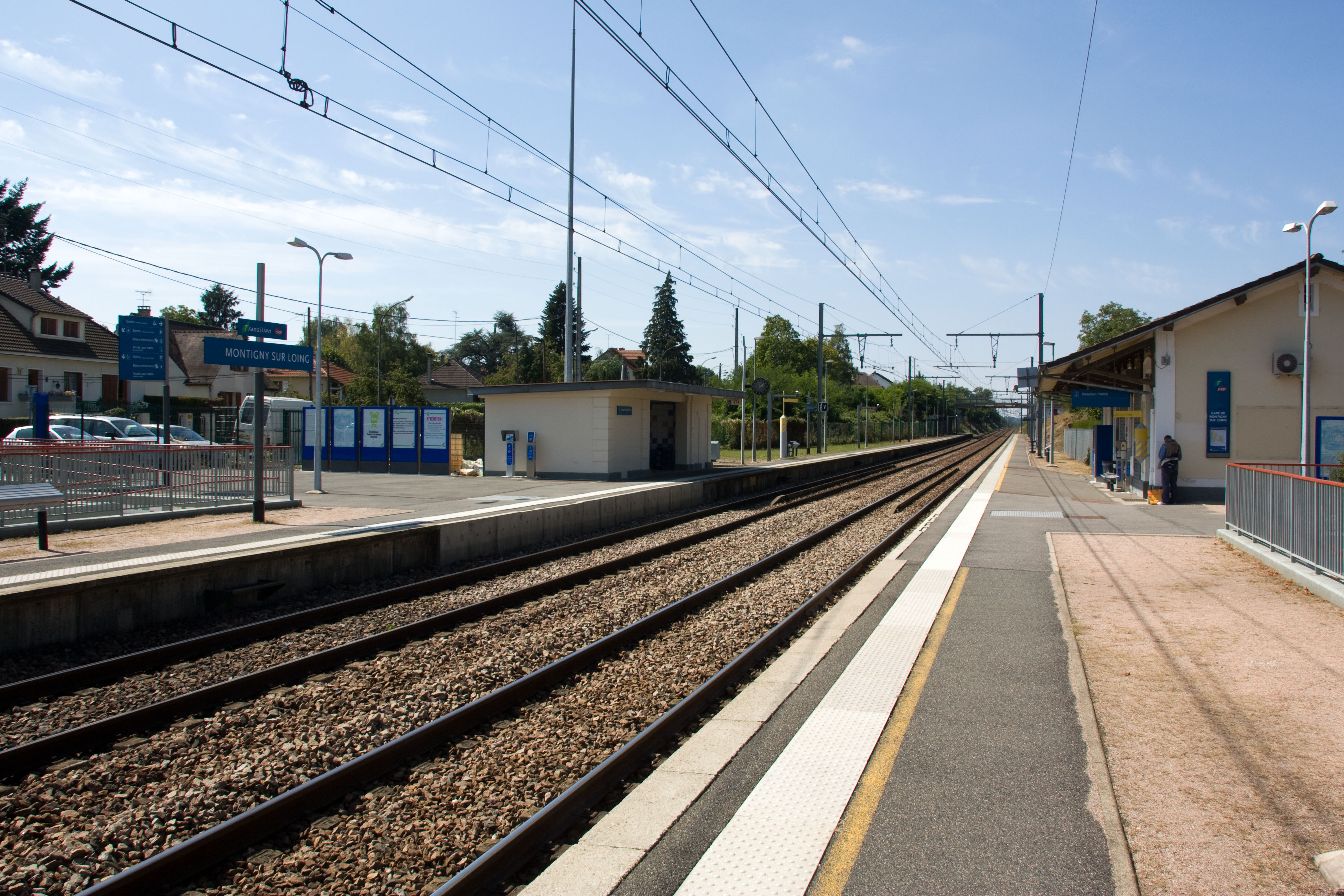
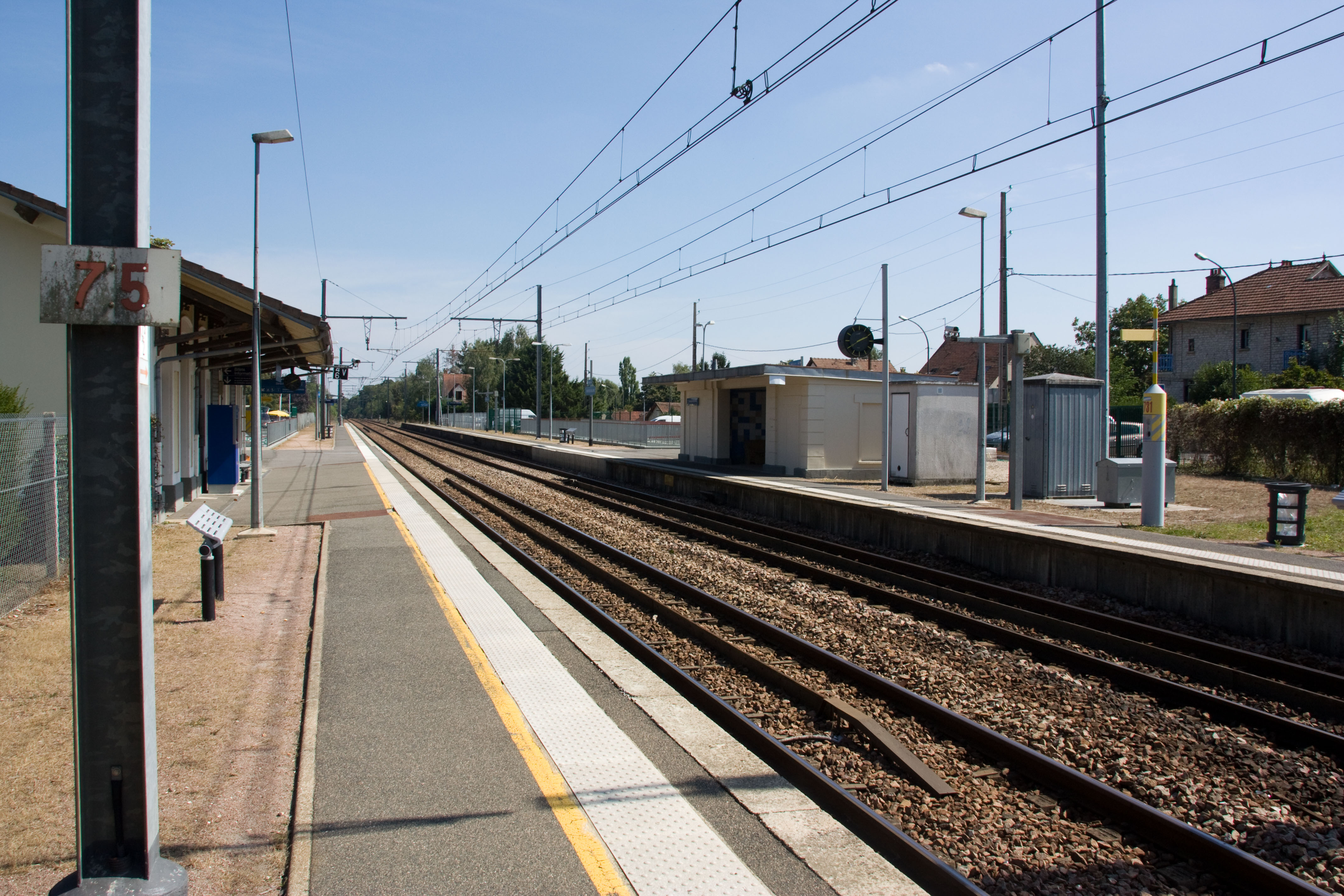

### Intermodalité
La gare est desservie par les lignes 3530, 3531, 3533, 3536 et 3546 du réseau de bus Vallée du Loing - Nemours. La gare dispose d'un parking gratuit d'une capacité de 200 places. Le local, situé dans l'ancien bâtiment voyageurs, propose des vélos en location.

## Patrimoine ferroviaire
Le bâtiment voyageurs ouvert en 1860 par le PLM est toujours présent sur le site.

Bâtiment voyageurs
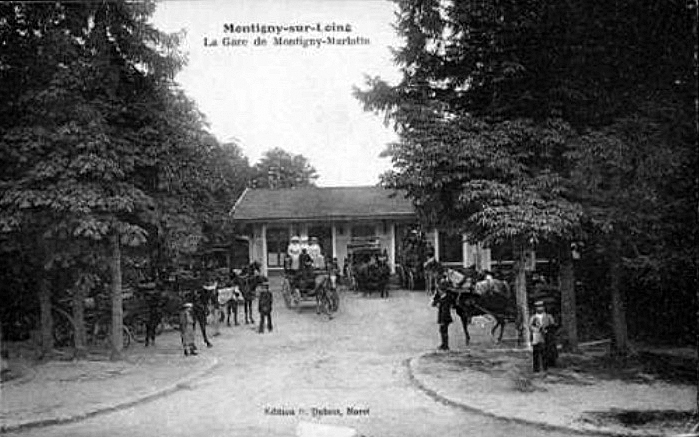
Vue depuis la cour vers 1900..
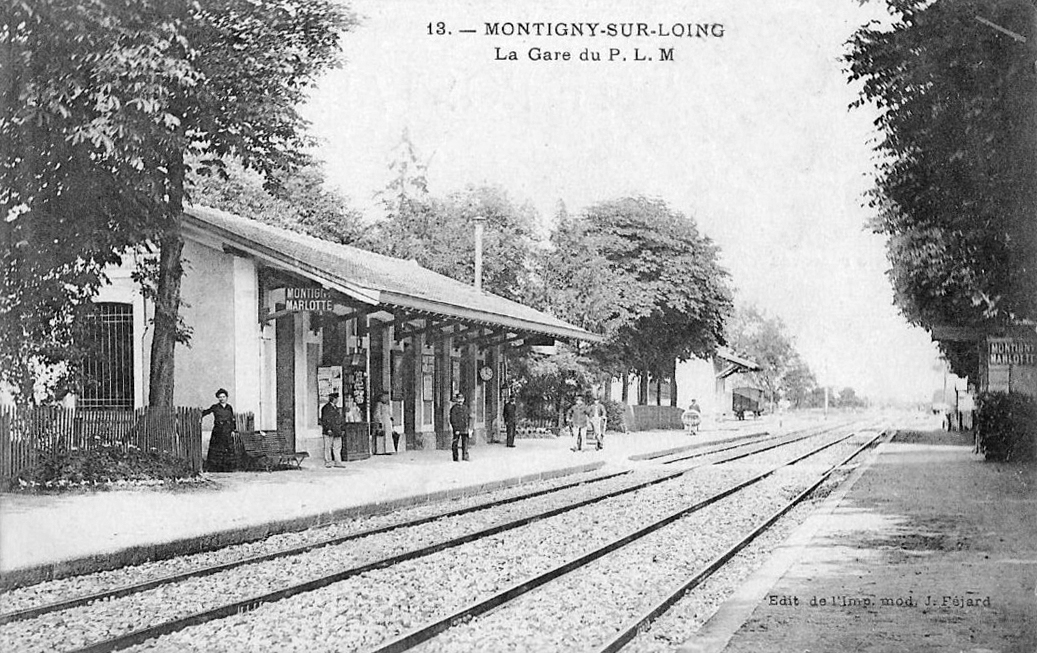
Vue depuis un quai vers 1900..
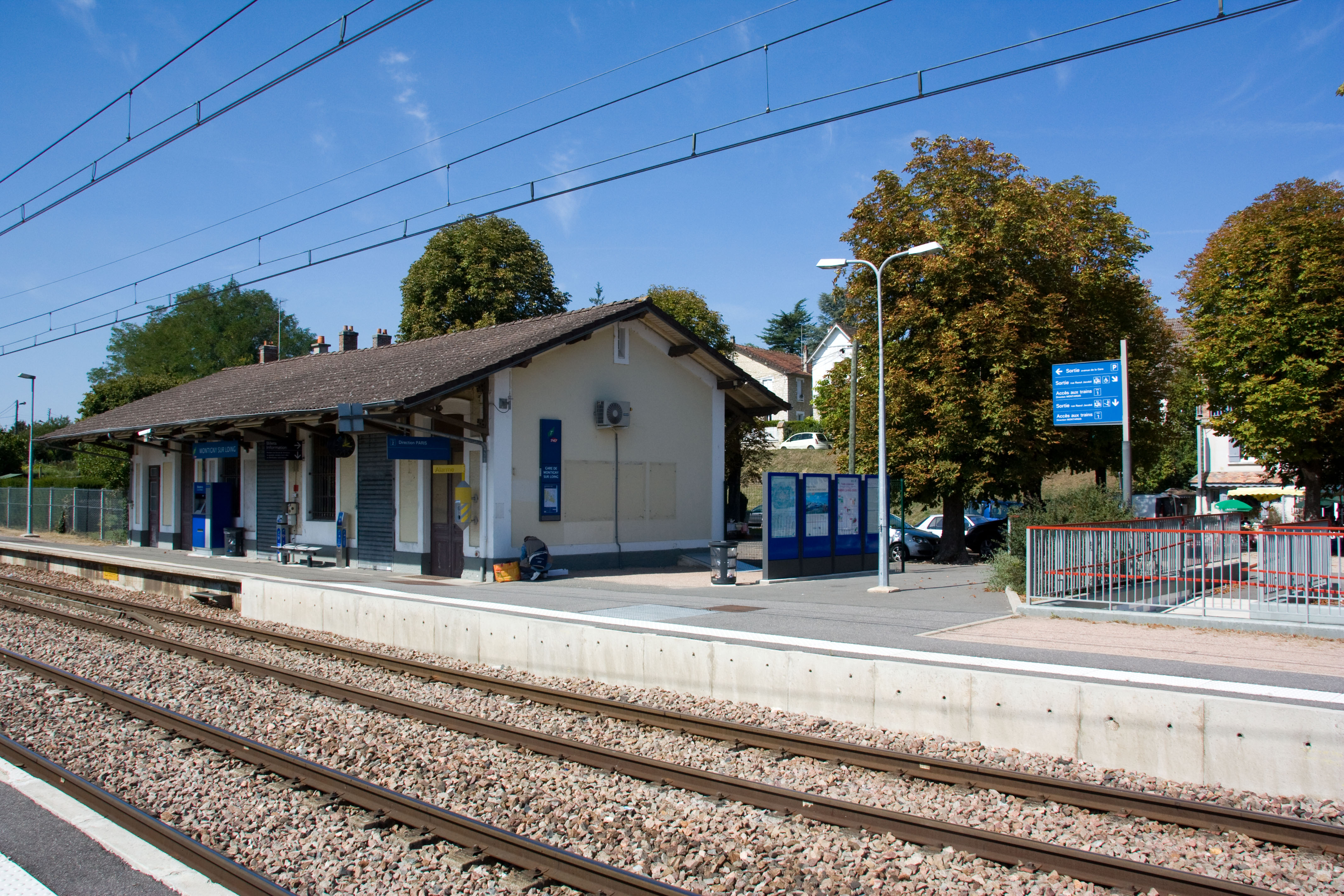
Vue depuis un quai en 2010..